# Ormosia cinerea
Ormosia cinerea là một loài thực vật có hoa trong họ Đậu. Loài này được Benoist miêu tả khoa học đầu tiên.